# Miyagawa Shuntei
Pour les articles homonymes, voir Miyagawa.
Miyagawa Shuntei est un nom japonais traditionnel ; le nom de famille (ou le nom d'école), Miyagawa, précède donc le prénom (ou le nom d'artiste).
Miyagawa Shuntei (宮川 春汀) est un artiste japonais d'estampes ukiyo-e né le 11 novembre 1873 dans la préfecture d'Aichi sous le nom de Watanabe Morikichi et mort le 26 juillet 1914.

## Carrière
Il étudie auprès de Watanabe Shōka, puis de Tomioka Eisen. Actif sur  la période 1895-1907, il illustre des journaux et des livres et s'inscrit à ce titre dans la tradition des peintres de frontispices, kuchi-e. Ses thèmes de prédilection sont des scènes de genre représentants des enfants à leur jeux et des femmes dans leurs loisirs quotidiens, des classes élevées de la société japonaise pendant l'ère Meiji.
On lui connait les séries de gravures suivantes :
- Coutumes et manières des enfants (Kodomo fuzoku), Tokyo, 1897[3]
- Coutumes et manières raffinées (Fuzoku tsu)[2]
- Les Fleurs du monde flottant (Ukiyo no hana), Tokyo, 1897[3]
- Beautés des douze mois[2]
- Un miroir illustré de Tokyo, 1903[1].

Plutôt négligé par les critiques de son vivant, il est considéré comme un précurseur — ou tout au moins un acteur de la transition — du mouvement Shin hanga.

## Galerie

Images de la série Fuzoku ga
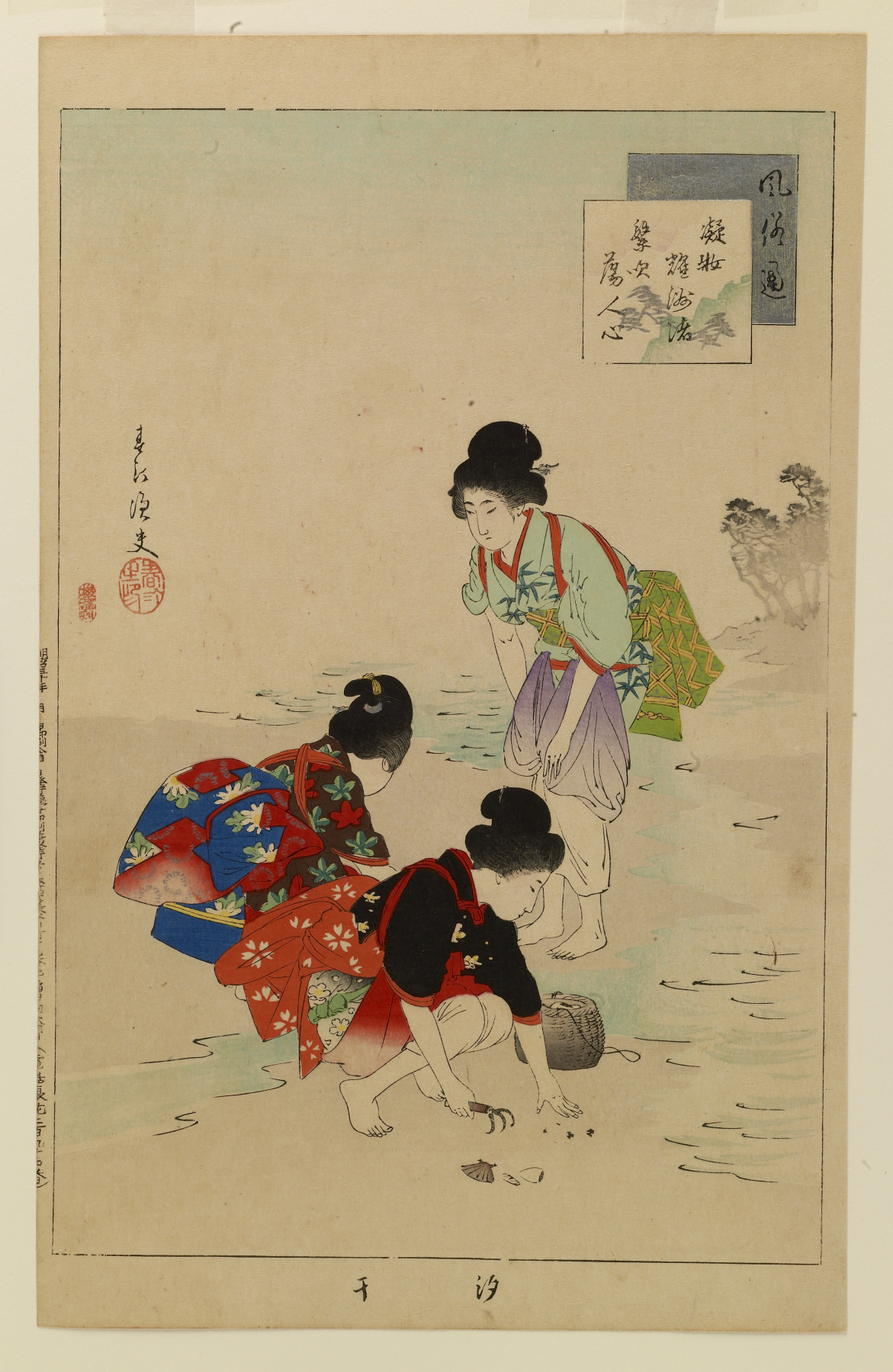
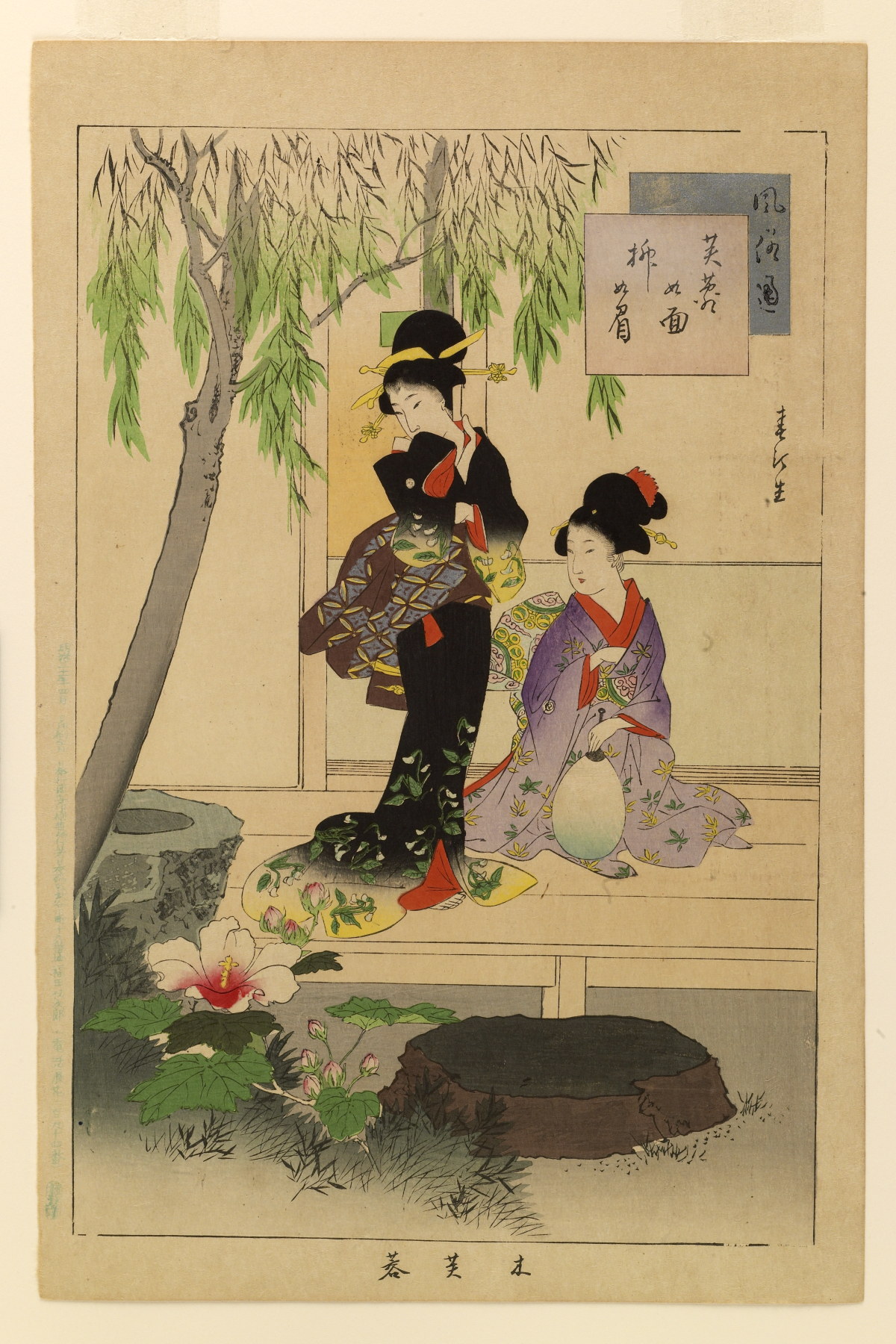
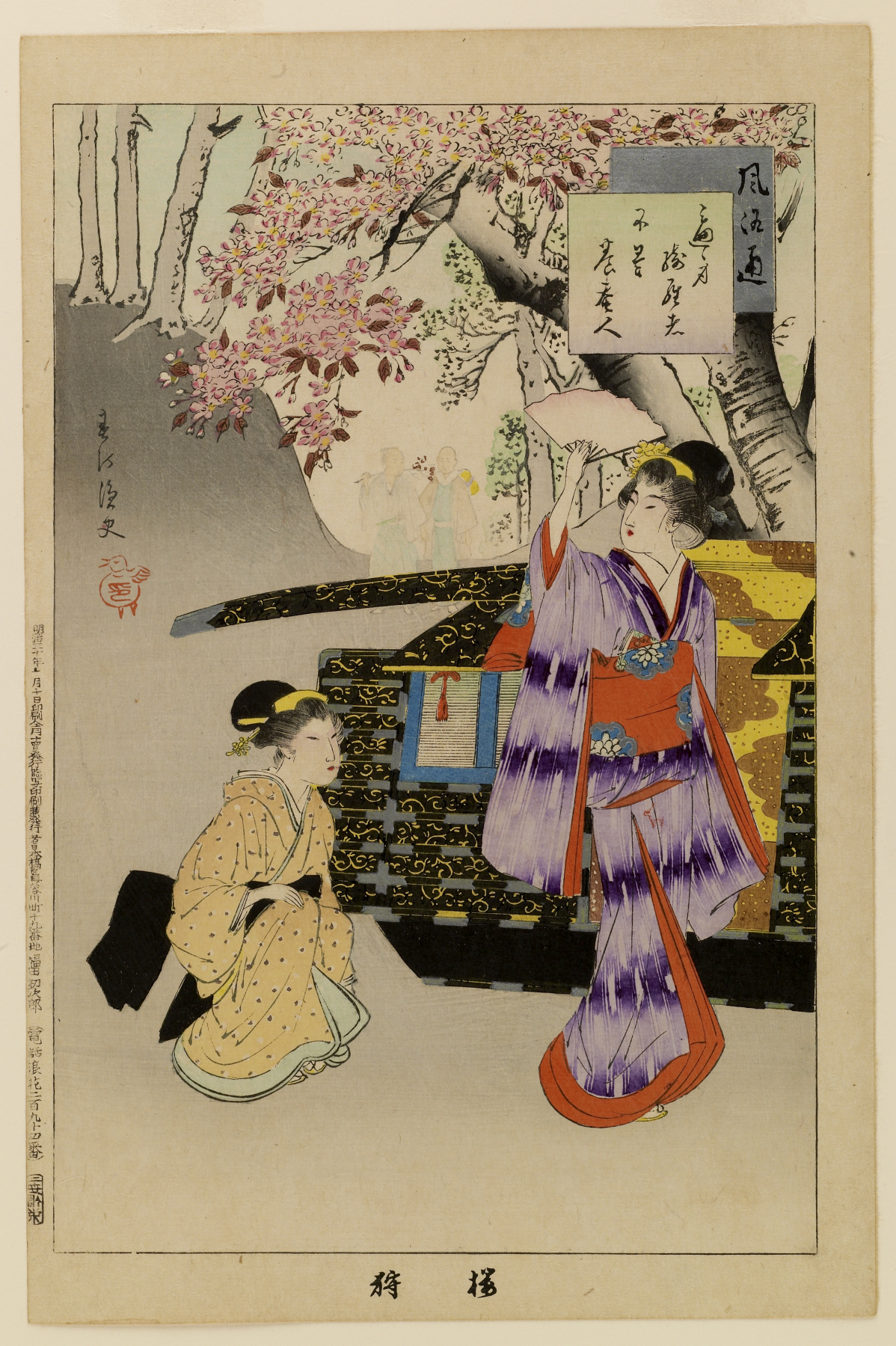